# Anti atom aktuell

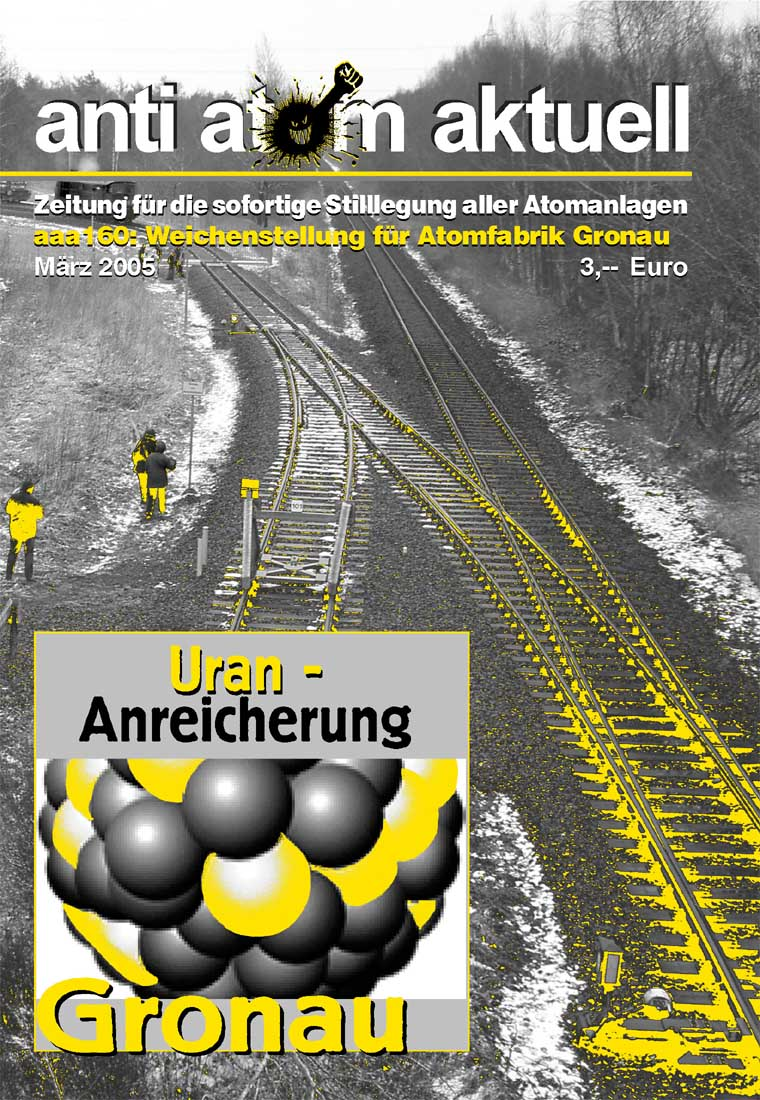
Titelbild der Zeitschrift anti atom aktuell, März 2005

anti atom aktuell  (mit dem Untertitel „Zeitung für die sofortige Stilllegung aller Atomanlagen“) – abgekürzt „aaa“ – ist eine bundesweite Zeitschrift der Atomkraftgegner.
Als Zeitschrift erscheint sie aktuell (2024) ca. viermal pro Jahr; jede Ausgabe umfasst zwischen 48 und 80 Seiten DIN A4. Herausgegeben wird sie in ehrenamtlicher Tätigkeit aller Beteiligten vom gleichnamigen Förderverein mit Sitz in Gießen als Non-Profit-Organisation.
Im April 1989 erschien die erste Ausgabe in Münster. Sitz der Hauptredaktion ist seit November 1997 Tollendorf in der Gemeinde Göhrde im Wendland. Hier wird auch das Layout der Zeitung erstellt. Regional-Redaktionen wurden mittlerweile geschlossen.
Die Zeitschrift versteht sich als Teil einer sozialen Bewegung und befasst sich neben den Themen Atomenergie und Atomwaffen auch mit anderen sozialen Fragen.
Im September 2005 wurden die Redaktionsräume der Zeitung von der Polizei durchsucht und ein Großteil der Arbeitsmaterialien beschlagnahmt, was zu bundesweiten Protesten von Journalisten und Umweltgruppen führte. Das Landgericht Lüneburg erklärte die Durchsuchung einige Wochen später für unrechtmäßig.
Die ISSN der Zeitschrift lautet 1436 - 073x; unter dieser Nummer wird sie in der Deutschen Bibliothek geführt.